# Phrüné

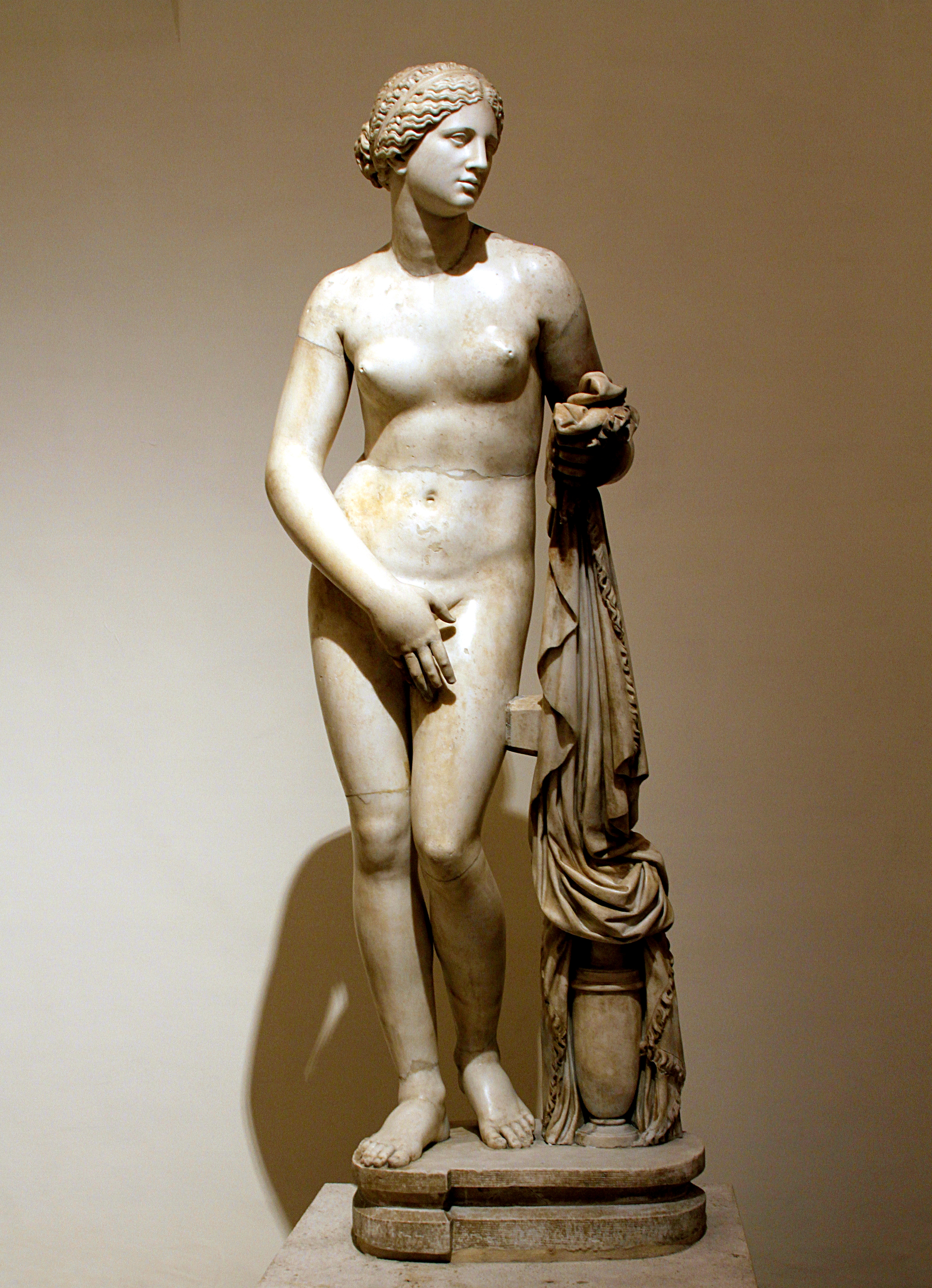
A knidoszi Aphrodité, amelyet állítólag Phrünéről mintáztak

Phrüné (ógörögül Φρύνη) (született kb. i. e. 371) athéni hetéra, a híres szobrász, Praxitelész szeretője. Leginkább istenkáromlási peréről ismert, ahol a neves szónok, Hüpereidész védte.

## Élete
Phrüné i. e. 371 körül született a boiótiai Theszpiai kisvárosában egy bizonyos Epiklész lányaként. Eredeti neve Mnészareté (Μνησαρέτη, "erényre emlékező") volt, de sárgás bőre miatt hetéraként a Phrüné művésznevet kapta, ami varangyot jelent. Ezt a csúfnevet (amit talán a szépséget megrontó rosszindulató szellemek félrevezetére vették fel) gyakran viselték más hetérák és prostituáltak is. Apollodórosz hetérákról írt könyvében két Phrünét is említ; egyiküket "Szomorú mosolyú", a másikat "Aranyhal" becenéven ismerték.
Nem sokkal születését követően a leuktrai csata után a thébaiak lerombolták szülővárosát, lakóit pedig elűzték. Theszpiai idővel újjáépült.
Felcseperedve Athénban telepedett le és hetérának állt. Szépsége és tökéletesnek tartott alakja miatt hamarosan híressé vált. Fiatalon a neves szobrász, Praxitelész modellje és szeretője volt; érettebb korában Apellész festette meg. Hírneve miatt idősebb korában is igen borsos tarifákat szabhatott és nagy vagyont gyűjtött. Amikor Nagy Sándor i. e. 336-ban leromboltatta Thébai falait, Phrüné felajánlotta hogy saját költségén felépítteti a falakat, feltéve hogy ráírják: "Lerombolta Sándor, felépítette Phrüné, a hetéra". A thébaiak azonban elutasították az ajánlatot.

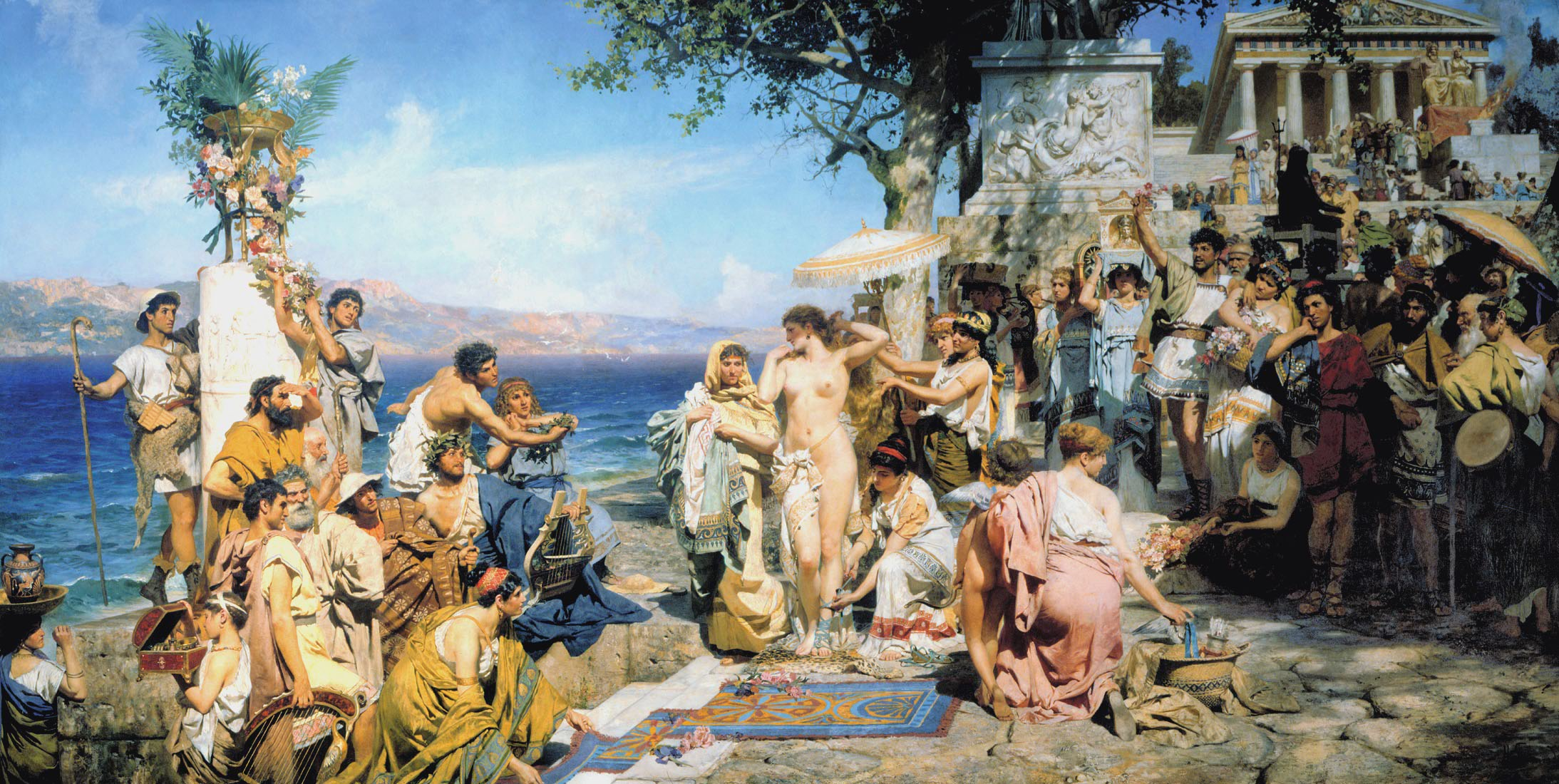
Phrüné az eleusziszi Poszeidón-ünnepségen (Henryk Siemiradzki képe, 1889)

Állítólag Praxitelész róla mintázta a knidoszi Aphroditét, a szerelem istennőjének leghíresebb ókori szobrát, amely egyben az első életnagyságú meztelen nőábrázolásként vonult be a görög szobrászat történetébe. Ennek eredetije nem maradt fenn, de számos másolat készült róla. Phrüné állt modellt a kószi Aphrodité-templom szobrához is, de ezúttal ruhában.
Az egyik róluk szóló anekdota szerint Praxitelész megengedte Phrünének hogy válasszon egyet a szobrai közül. A hetéra a legjobbat akarta kiválasztani, de nem bízott a saját ízlésében, ezért megbízott egy rabszolgát, hogy fusson a szobrászhoz azzal, hogy tűz ütött ki a műhelyében. Praxitelész felkiáltott, hogy az Erósz-szobrot mentsék elsőnek, így Phrüné, miután megnyugtatta a férfit, hogy csak csele áldozata lett, ezt a szobrot kérte el. A szobrot szülővárosának ajándékozta, ahol a helyi Erósz-templomban számos zarándokot vonzott. Theszpiai hálából megrendelte Praxitelésznél Phrüné aranyozott bronzszobrát, amelyet aztán Delphoiban állítottak fel III. Arkhidamosz spártai és II. Philipposz makedón királyok szobrai között.
Phrüné egyszer bekérezkedett az önmegtartóztatásáról ismert Xenokratész házába és éjszakára melléfeküdt az ágyába. A filozófus nem nyúlt hozzá és a hetéra azt terjesztette, hogy úgy feküdt ott, mintha nem is ember lenne, hanem egy szobor.

### Pere

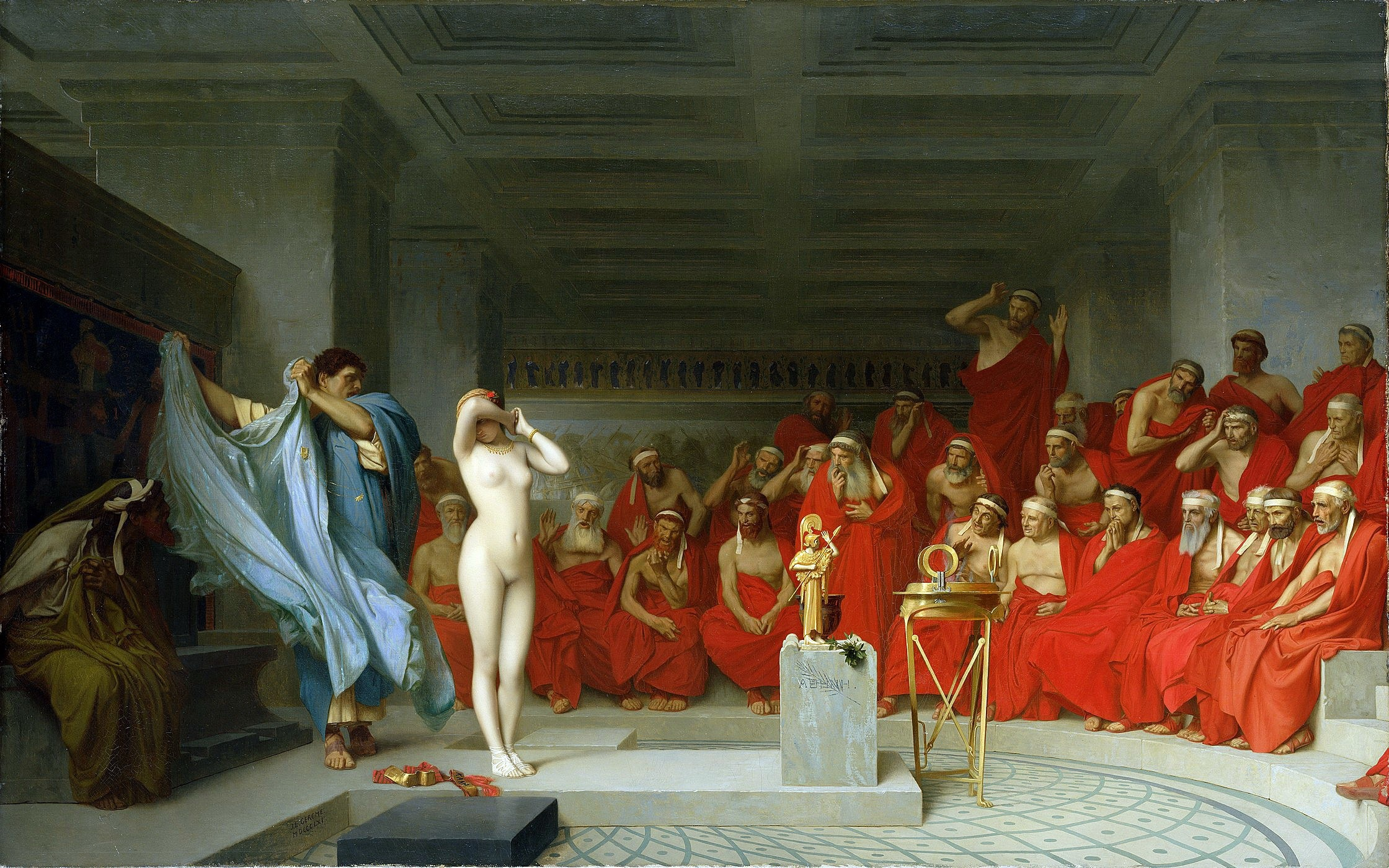
Phrüné az aeropagosz előtt (Jean-Léon Gérôme képe, 1861)

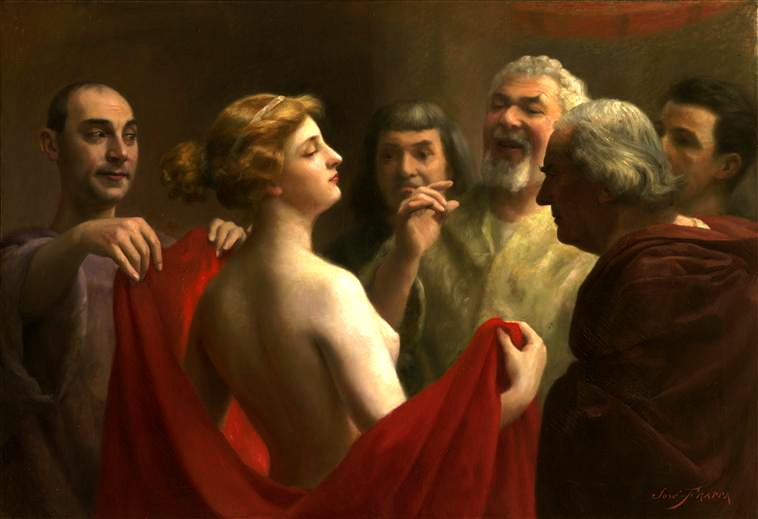
Phrüné (José Frappa képe, 1903)

Phrüné csak ritkán járt nyilvános helyekre, de évente kétszer meztelenül mutatkozott meg: egyszer az eleusziszi ünnepségeken a templom előtt, másodszor pedig Aphrodité és Poszeidón ünnepén az istennőt megszemélyesítve leengedett hajjal lépett ki a tengerből a partra (ezt a jelenetet festette meg Apellész).
I. e 340 körül a sikereire féltékeny hetérák biztatására egyik visszautasított udvarlója, Euthiasz feljelentette azzal, hogy fellépésével kigúnyolta az eleusziszi misztériumokat és az isteneket. A vád igen súlyos volt, halálbüntetés járt érte. Phrünét a kor egyik neves athéni szónoka, Hüpereidész védte a bíróság előtt (aki szintén Phrüné szeretői közé tartozott). Ékesszólása azonban nem járt eredménnyel és a bíróság már készült kimondani az ítéletet. Athenaiosz szerint ekkor Hüpereidész lerántotta Phrüné khitónját (a történet egy másik verziója szerint ügyvéde intésére a nő maga dobta le) és derékig lemeztelenítve őt, felkiáltott: "Ez a nő tagadná meg az isteneket, akik őt ilyennek alkották és akiről magát az istenasszonyt mintázták?" A bírák szent borzadályukban nem merték elítélni Aphrodité papnőjét és felmentették őt a vádak alól.

## Alakja a művészetekben
Phrüné alakja és története számos művészt megihletett. Róla készült a francia Jean-Léon Gérôme 1861-es képe, a Phrüné az aeropagosz előtt (bár egyetlen forrás sem említi, hogy ezen bíróság elé került volna); Henryk Siemiradzki 1889-es képe, a Phrüné az eleusziszi Poszeidón-ünnepségen; Artur Grottger Phrüné c. képe (1867); José Frappa 1904-ben ugyanezzel a címmel festette meg; Alexandre Falguière és az amerikai Albert Weine pedig megfaragta szobrát.
Camille Saint-Saëns operát írt Phrüné címmel, 1953-ban pedig egy olasz kalandfilm készült Phrüné, a keleti kurtizán címmel, Mario Bonnard rendezésében.